# Alan Christopher Leslie
Alan Christopher Leslie (1953 ) es un botánico inglés. Ha trabajado en el "Código Internacional de Nomenclatura para Plantas Cultivadas

## Algunas publicaciones
- 1978. The taxonomy of Ranunculus auricomus L. in the British Isles. Ed. Clare College.
- 2002. The international dianthus register (1983): nineteenth supplement. Ed. Royal Horticultural Society. 12 pp. ISBN	1902896270

### Libros
- 1982. The international lily register. Ed. Royal Horticultural Society. 388 pp. ISBN 0-906603-65-X
- Crompton, jg; harold lk Whitehouse, gms Easy, ac Leslie. 1983. Annotated checklist of the flora of Cambridgeshire: with the 10 km squares up-dated to December 1982, for the Administrative County of the old Cambridgeshire and Isle of Ely, and for Vice-county 29. Ed. Cambridgeshire and Isle of Ely Naturalists' Trust. 95 pp.
- christopher d Brickell, alan c Leslie, john Lewis. 1985. The International conifer register: a preliminary list comprising registrations of cultivars of the coniferopsida 1947-1984. Ed. Royal Horticultural Society. 24 pp.
- john Lewis, alan christopher Leslie. The International Conifer Register: Abies to Austrotaxus. Ed. The Royal Horticultural Society. 61 pp. ISBN 0-906603-45-5
- alan c Leslie, job edward Lousley. 1987. Flora of Surrey. Ed. A.C. & P. Leslie. 117 pp.
- 1990. New cultivars of herbaceous perennial plants, 1985-1990. Ed. Hardy Plant Society. 38 pp.
- 1999. Taxonomy of Cultivated Plants: Third Symposium. s Andrews, ac Leslie, c Alexander (eds). Royal Botanic Gardens, Kew. ISBN 1-900347-89-X
- Crompton, g; gms Easy, ac Leslie. 2001. Catalogue of Cambridgeshire flora records since 1538. Ed. G. Crompton.
- 2002. The international dahlia register (1969): thirteenth supplement. Ed. Royal Horticultural Society. 17 pp. ISBN 1-902896-26-2
- International Code of Nomenclature for Cultivated Plants. 2004: editado por cd Brickell, br Baum, wla Hetterscheid, ac Leslie, j McNeill, p Trehane, f Vrugtman, jh Wiersema. ISBN 3-906166-16-3
- 2006. International Rhododendron register & checklist (2004) : first supplement. Ed. The Society. 47 pp.

- La abreviatura «A.C.Leslie» se emplea para indicar a Alan Christopher Leslie como autoridad en la descripción y clasificación científica de los vegetales.[2]